# 赤兔馬 (日本馬匹)
赤兔馬，是日本純種競賽馬匹。生涯稱霸泥地賽事，曾於中央及地方合共勝出九場一級賽。

## 出賽前
2002年4月10日出生於北海道早來町（今安平町）北部牧場。由一口馬主俱樂部Sunday Racing Co. Ltd.進行馬主募集後，於北部牧場成長。
其後交由栗東訓練中心練馬師石坂正進行訓練。

## 競賽生涯

### 2歲
2004年10月10日，於京都競馬場出戰2歲新馬，由武豐策騎。比賽途中最後600米爆發出33.8秒的優秀末腳速度，以3 1/2馬位輕鬆獲勝。
其後出戰兩場公開賽荻錦標及京都兩歲錦標，均得亞軍而回。
12月25日出戰三級賽短波電台盃兩歲錦標。面對強敵如玫瑰十字及賞東瀛等馬匹，依然可以跑出水準，成功捧走第一個分級冠軍。

### 3歲
進入3歲後，陣營決定以經典三冠戰線爲目標，備戰之後的賽事。
2005年3月20日，出戰二級賽春季錦標。賽事途中，雖然於進入最後彎道前已經進佔第四，但於直路上失速，被衆多對手追過，最終以十四名慘敗。
4月17日，出戰三冠第一關皋月賞。比賽開始後，其一直停留在中團位置，卻始終未能發力加速，最終只得第十二名，再次大敗。
其後出戰京都新聞盃。但是和皋月賞一樣，始終停留於中團位置，進入最後彎道後依然處於第十名，直路上仍然未能成功發力，最終以第十二大敗。
鑑於春季三場分級賽的慘烈戰績，陣營決定放棄出戰東京優駿（日本打吡），安排其進入放草準備秋季賽事。
放草完畢後，出戰神戶新聞盃作熱身。雖然本次比賽途中成功保持自身於較前的位置，但於最後直路再次被衆多對手追過，以第十大敗。
陣營考慮其於草地賽事上不佳的表現，決定仿照其半兄Saqalat的做法，安排其轉戰泥地賽事。
10月15日，出戰泥地公開賽危宿三錦標。賽事途中，其一直處於第二的位置並保持此節奏直至第四彎道。進入直路後，其趁機領放馬Lover's Lane失速的瞬間，超越其成爲領先者，並繼續加速以抵擋後上馬Don Cool的追擊，成功保持優勢奪冠。
11月30日，出戰二級賽彩之國浦和紀念。賽事開始後，其採出先行戰術，於途中保持速度並停留於第三的位置。進入直路後，其開始加速，成功跑出全場最快末腳並超越領放馬Hard Crystal，以3馬位優勢再次奪得分級賽冠軍。
其後於12月23日出戰名古屋大獎賽，然而賽事卻因暴雪關係而被迫取消。

### 4歲
2004年首戰爲平安錦標。由於名古屋大獎賽的取消導致準備不足，比賽途中蹄鐵跌落，但依然無阻其於中團衝出搶奪位置並不斷加速，最終僅以頭差敗給Tagano Guernica。
2月19日出戰一級賽二月錦標，因爲主戰騎師武豐選擇策騎雷神精靈，本次比賽由李慕華代打策騎。比賽途中一直保持穩定節奏，可惜最後直路未能衝出搶得好位，最終以第五名完賽。
其後出戰閃綠岩紀念，由於主戰騎師武豐再次選擇策騎其他馬匹（其最終策騎時間悖論），本次比賽由內田博幸代打策騎。賽事途中，其再次選擇拿手的先行戰術，保持於前方的位置。最後直路上，其不斷加速，最終以最後600米38.1秒的速度從此，拋離第二的Personal Rush率先衝線。
5月21日出戰東海錦標，騎師換爲幸英明，賽前以1.8倍獨贏賠率獲得第一人氣。然而由於賽前患有蛀牙，食慾大幅下降之下總共輕了21公斤，賽事途中更出現心房顫動，因此並未能發揮實力，以最後一名第十三大敗。
由於賽事途中出現的健康問題，陣營決定放棄作爲目標的帝王賞，安排其放草休養。
休養完成後，直接出戰一級賽日本盃泥地大賽，由二月錦標的拍檔李慕華策騎。賽前，由於上場之大敗及剛剛休養歸來，其只獲得第九人氣。賽事途中，其始終保持於約莫第三至四的位置至最後彎道。最後直路上，其一直堅守此位置，最終以第四完賽。
其後出戰一年前因暴雪而取消的名古屋大獎賽。其於比賽途中選擇停留中團位置，直至第四彎道才加速進佔至第三的位置。最後直路上，其不斷加速，最終超越前方的Redstone及Don Cool，更加以6馬位的優勢壓勝。

### 5歲
由於陣營考慮其過往戰績，認爲其本質上不適合出戰1600米的二月錦標，因此其5歲生涯首戰被安排爲川崎紀念，然後遠征阿聯酋出戰杜拜世界盃。
2007年1月31日按計劃出戰川崎紀念，雖然對手有地方強馬兼上屆盟主三雄判令，但其依然獲得第一人氣。比賽開始後，雖然赤兔馬有些微漏閘表現，但無阻其搶得好位和三雄判令一起領放。進入第四彎道前，赤兔馬開始發力並超越三雄判令，最後直路上更不斷加速，以6馬位率先衝線，贏得第一個一級賽冠軍。
其後遠征杜拜世間盃，雖然本次比賽只得七匹賽駒出戰，卻包含如上年度美國馬王攻擊手及以絕佳速度稱霸泥地賽事的醒目貓等強敵。比賽開始後，赤兔馬於中團位置進發，進入第四彎道時候幾乎和前方馬群平頭。最後直路上，即使其不斷發力，亦未能追過前方的馬匹，最終獲得第四。
回到日本後，因爲於阿聯酋的激戰消耗不少體力，因而被安排放草休養。
放草完畢後，出戰10月31日之日本育馬場盃經典賽，雖然自阿聯酋歸國後未曾出戰任何比賽，但因爲過往戰績依然獲得計Blue Concorde之後的第二人氣。本次比賽其放棄拿手的先行戰術，選擇停留於中團位置等候時機，即使前方馬群經已進入第四彎道，其依然處於第七的位置。最後直路上，其突然爆發驚人末腳，以最後600米37.5秒的速度不斷衝刺，逐漸超越前方馬匹，最終不斷加速之下以4馬位領先第二名的Furioso獲得冠軍。
11月24日出戰日本盃泥地大賽，以2.3倍獨贏賠率獲得第一人氣。本次比賽，開閘後Eishin Lombard隨即進行快放，以58.9秒的快步速通過前1000米。而赤兔馬則無視此快節奏，而穩定的速度停留於主馬群的中團位置。進行到第三彎道，其而超穩定的節奏開始進佔位置並保持至第四彎道，於最後直路上開始加速，最終以全場最快末腳超越前方所有馬匹，領先1 3/4馬位率先衝線奪得第一個中央一級賽冠軍，並創下2分6.7秒的新紀錄。
其後出戰東京大賞典，以壓倒勝的優勢獲得第一人氣。比賽途中，其一直保持速度，將自身處於前段位置，並以此節奏進入最後直路。最後直路上，其再一次爆發加速力，於高速衝刺下，以4馬位大勝對手，奪得一級賽三連勝利。由於其成功於同一年度制霸日本育馬場盃經典賽、日本盃泥地大賽及東京大賞典，其成爲日本賽馬史上第一匹達成秋季泥地三冠殊榮的馬匹。
年末，由於其春季獲得川崎紀念以及稱霸了秋季的泥地賽事，其於評選中以幾乎全票的288票當選最佳泥地馬。

### 6歲
作爲2008年年間首戰，原定出戰1月30日的川崎紀念並以連霸爲目標，卻因1月27號進行訓練時右後腳關節出現發炎症狀導致發燒而退賽。
雖然川崎紀念因病退賽，但其恢復程度之快足以令其成功出戰2月24日的二月錦標。比賽開始後，雖然陣營仍然擔心其表現會受1月末之病症影響，但其比賽途中一直保持平穩節奏處於前端。最後直路開始時上已經和領放馬匹平頭，其後其不斷加速，最終以1 3/4馬位獲勝。
3月15日，再度遠征杜拜世界盃。比賽開始後，其成功搶佔有利位置前進並以良好狀態進入最後直路，然而於最後直路上突然失速，最終以最後一名完賽。
賽事完成後，其和其他兩匹遠征阿聯酋的賽駒經由關西國際機場返回日本，並於三木馬匹公園接受檢疫後進入放草。
回國後的首戰爲11月3日之日本育馬場盃經典賽，本次比賽獲得第一人氣。開閘後，其選擇先行戰術，於第三的位置追趕前方的領放馬Success Brocken，並於第四彎道前超越原先第二的Furioso。進入直路後，其加速超過前方的Success Brocken，成功連霸冠軍。
12月7日出戰移師阪神競馬場舉行日本盃泥地大賽，由於主戰騎師武豐兩週前於京都競馬場落馬受傷，本次比賽由岩田康誠代打策騎。比賽開始後，其選擇停留於後方等待時機，並於第三彎道至第四彎道中間發力，進佔第五的位置。雖然直路上爆發速度爬升至第二，但仍然無法超越前方的雷神精靈，於最後關頭又被後上的Meisho Tokon追過，結果獲得第三。
其後再次出戰東京大賞典，主戰騎師武豐回歸重新策騎。雖然本次比賽狀態良好，但直路上和雷神精靈卻以頸位落敗，再次飲恨未能獲得冠軍，只得第二。

### 7歲
2009年首戰爲二月錦標，賽前獲得第二熱門。比賽開始後，其保持於中團位置，但由於未能適應本次賽事之快步速，節奏被打亂之下僅獲第六。
6月24日出戰帝王賞，因雷神精靈受傷缺席的情況之下獲得第一人氣。比賽開始後，其處於前端的有利位置。進入最後直路的時候，其和Furioso幾乎平頭，赤兔馬此時突然加速，並超越對手，最終成功以3馬位優秀獲勝。此戰過後，其於中央和地方合共獲得七個一級賽冠軍，日本國內一級賽冠軍數目追平「世紀末霸王」好歌劇，並且成爲計Dokan Yashima後第一匹連續六年勝出分級賽的賽駒。
11月3日出戰日本育馬場盃經典賽。賽事途中，跑出全場最快末腳之下成功以頭位壓過Makoto Sparviero奪得冠軍。此戰過後，其不但計尊師重道之後再次有賽駒三連霸日本育馬場盃經典賽，更以中央地方合計八勝一級賽成爲日本國內第一。
其後出戰日本盃泥地大賽及東京大賞典，均以取得一級賽第九勝爲目標，可惜分別以第八及第二完賽。

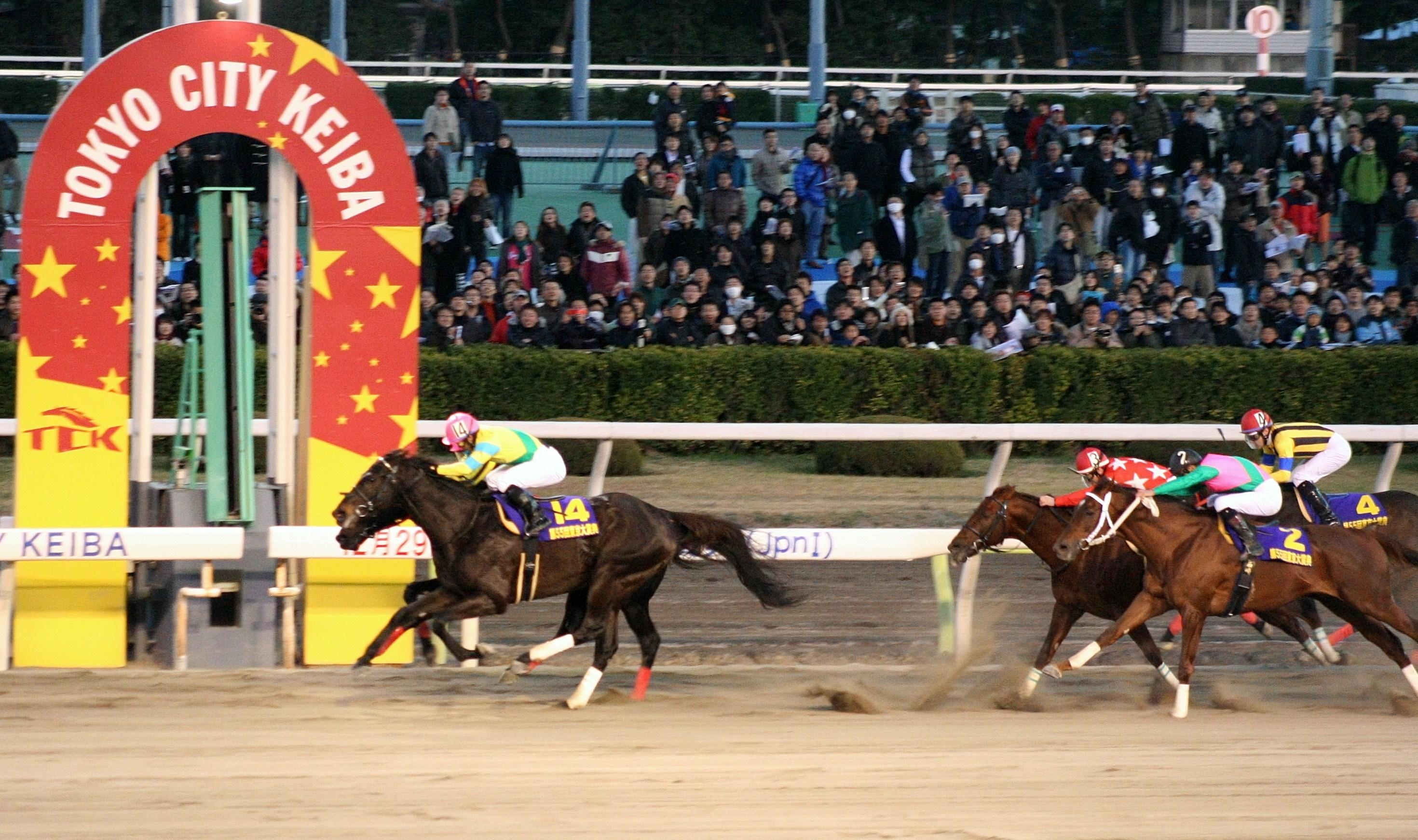
出戰東京大賞典的赤兔馬

### 8歲
2010年1月27日出戰川崎錦標。賽事途中一直跟隨領放馬Furioso之後，並於直路跑出最後600米36.8秒的末腳超越對方，再次奪得川崎錦標的桂冠。因爲此場勝利，其於中央和地方的一級賽合共取得九勝，刷新了上年由自己創下的紀錄（其後此紀錄被中央地方合共十一勝的小林歷奇打破）。
其後出戰帝王賞。雖然賽前爲第二人氣，但其並沒有跑出以往的優秀成績，毫無亮點之下以第九完賽。
12月5日出戰日本盃泥地大賽。比賽途中，本來處於有利位置，卻於第四彎道失速，最終以第十四大敗，爲其泥地賽事中獲得過的最差成績。
此戰過後，陣營表示無法忽視年齡衰老對赤兔馬表現的影響，決定安排其退役，並於12月18日在阪神競馬場舉行退役儀式。

### 詳細賽績
| 日期       | 舉辦國家 | 馬場   | 距離   | 級別    | 賽事名稱           | 負重 | 騎師     | 馬號 | 出馬 | 名次 | 時間     | 頭馬（二馬）        |
| ---------- | -------- | ------ | ------ | ------- | ------------------ | ---- | -------- | ---- | ---- | ---- | -------- | ------------------- |
| 10/10/2004 | 日本     | 京都   | 草1800 |         | 2歲新馬            | 55   | 武豐     | 4    | 8    | 1    | 1:51.8   | （Out of Sight）    |
| 30/10/2004 | 日本     | 京都   | 草1800 | OP      | 荻錦標             | 55   | 武豐     | 1    | 8    | 2    | 1:48.7   | T M Hittobe         |
| 27/11/2004 | 日本     | 京都   | 草2000 | OP      | 京都兩歲錦標       | 55   | 武豐     | 10   | 10   | 2    | 2:04.9   | 玫瑰十字            |
| 25/12/2004 | 日本     | 阪神   | 草2000 | GIII    | 短波電台盃兩歲錦標 | 55   | 武豐     | 9    | 9    | 1    | 2:03.5   | （玫瑰十字）        |
| 20/3/2005  | 日本     | 中山   | 草1800 | GII     | 春季錦標           | 56   | 北村宏司 | 11   | 16   | 14   | 1:49.6   | 再舞翩翩            |
| 17/4/2005  | 日本     | 中山   | 草2000 | GI      | 皋月賞             | 57   | 杜滿萊   | 5    | 18   | 12   | 2:00.4   | 大震撼              |
| 7/5/2005   | 日本     | 京都   | 草2200 | GII     | 京都新聞盃         | 56   | 吉田稔   | 11   | 15   | 12   | 2:14.6   | 太陽祭              |
| 25/9/2005  | 日本     | 阪神   | 草2000 | GII     | 神戶新聞盃         | 56   | 福永祐一 | 3    | 13   | 10   | 2:01.0   | 大震撼              |
| 15/10/2005 | 日本     | 京都   | 泥1800 | OP      | 危宿三錦標         | 53   | 武豐     | 6    | 16   | 1    | 1:49.7   | （Don Cool）        |
| 30/11/2005 | 日本     | 浦和   | 泥2200 | 地方GII | 彩之國浦和紀念     | 54   | 武豐     | 5    | 10   | 1    | 2:06.8   | （Hard Crystal）    |
| 22/1/2006  | 日本     | 京都   | 泥1800 | GIII    | 平安錦標           | 57   | 武豐     | 10   | 16   | 2    | 1:50.2   | Tagano Guernica     |
| 19/2/2006  | 日本     | 東京   | 泥1600 | GI      | 二月錦標           | 57   | 李慕華   | 8    | 16   | 5    | 1:35.8   | 雷神精靈            |
| 15/3/2006  | 日本     | 船橋   | 泥2400 | 地方GII | 大尾光紀念         | 55   | 內田博幸 | 6    | 10   | 1    | 2:34.9   | （Personal Rush）   |
| 21/5/2006  | 日本     | 中京   | 泥2300 | GII     | 東海錦標           | 58   | 幸英明   | 12   | 13   | 13   | 2:28.5   | Hard Crystal        |
| 25/11/2006 | 日本     | 東京   | 泥2100 | GI      | 日本盃泥地大賽     | 57   | 李慕華   | 1    | 15   | 4    | 2:09.0   | Alondite            |
| 12/20/2006 | 日本     | 名古屋 | 泥2500 | 地方GII | 名古屋大獎賽       | 57   | 李慕華   | 11   | 11   | 1    | 2:44.3   | （Redstone）        |
| 31/1/2007  | 日本     | 川崎   | 泥2100 | JpnI    | 川崎紀念           | 57   | 李慕華   | 7    | 13   | 1    | 2:12.9   | （三雄判令）        |
| 31/3/2007  | 阿聯酋   | 詩柏   | 泥2000 | GI      | 杜拜世界盃         | 57   | 李慕華   | 2    | 7    | 4    | 2:02.6   | 攻擊手              |
| 31/10/2007 | 日本     | 大井   | 泥2000 | JpnI    | 日本育馬場盃經典賽 | 57   | 武豐     | 6    | 16   | 1    | 2:04.8   | （Furioso）         |
| 24/11/2007 | 日本     | 東京   | 泥2100 | GI      | 日本盃泥地大賽     | 57   | 武豐     | 7    | 16   | 1    | 2:06.7   | (Field Rouge)       |
| 29/12/2007 | 日本     | 大井   | 泥2000 | JpnI    | 東京大賞典         | 57   | 武豐     | 13   | 15   | 1    | 2:03.2   | （Furioso）         |
| 30/1/2008  | 日本     | 川崎   | 泥2100 | JpnI    | 川崎紀念           | 57   | 武豐     | 11   | 10   | 退賽 | 退賽     | Field Rouge         |
| 24/2/2008  | 日本     | 東京   | 泥1600 | GI      | 二月錦標           | 57   | 武豐     | 15   | 16   | 1    | 1:35.3   | （Blue Concorde）   |
| 29/3/2008  | 阿聯酋   | 詩柏   | 泥2000 | GI      | 杜拜世界盃         | 57   | 武豐     | 7    | 12   | 12   | 紀錄缺失 | 機靈駿馬            |
| 3/11/2008  | 日本     | 園田   | 泥1870 | JpnI    | 日本育馬場盃經典賽 | 57   | 武豐     | 2    | 12   | 1    | 1:56.7   | （Success Brocken） |
| 7/12/2008  | 日本     | 阪神   | 泥1800 | GI      | 日本盃泥地大賽     | 57   | 岩田康誠 | 6    | 15   | 3    | 1:49.3   | 雷神精靈            |
| 29/12/2008 | 日本     | 大井   | 泥2000 | JpnI    | 東京大賞典         | 57   | 武豐     | 1    | 10   | 2    | 2:04.5   | 雷神精靈            |
| 22/2/2009  | 日本     | 東京   | 泥1600 | GI      | 二月錦標           | 57   | 武豐     | 9    | 16   | 6    | 1:35.1   | Sucess Brocken      |
| 24/6/2009  | 日本     | 大井   | 泥2000 | JpnI    | 帝王賞             | 57   | 武豐     | 4    | 13   | 1    | 2:03.6   | （Furioso）         |
| 3/11/2009  | 日本     | 名古屋 | 泥1900 | JpnI    | 日本育馬場盃經典賽 | 57   | 武豐     | 5    | 12   | 1    | 2:00.2   | （希望之城）        |
| 6/12/2009  | 日本     | 阪神   | 泥1800 | GI      | 日本盃弊地大賽     | 57   | 武豐     | 4    | 16   | 8    | 1:51.1   | 希望之城            |
| 29/12/2009 | 日本     | 大井   | 泥2000 | JpnI    | 東京大賞典         | 57   | 武豐     | 13   | 14   | 2    | 2:05.9   | Success Broken      |
| 27/1/2010  | 日本     | 川崎   | 泥2100 | JpnI    | 川崎紀念           | 57   | 武豐     | 2    | 11   | 1    | 2:12.7   | （Furioso）         |
| 30/6/2010  | 日本     | 大井   | 泥2000 | JpnI    | 帝王賞             | 57   | 福永祐一 | 3    | 15   | 9    | 2:05.3   | Furioso             |
| 5/12/2010  | 日本     | 阪神   | 泥1800 | GI      | 日本盃泥地大賽     | 57   | 武豐     | 10   | 16   | 14   | 1:52.1   | 創升                |

## 退役後
退役後，赤兔馬成爲了配種馬，於北海道安平町社台Stallion Staion休養，在2011年配種，配種費爲50萬日圓。第一批子嗣在2012年出身。第一批子嗣可於2014年出賽。2015年1月12日，Not Formal在妖精錦標取勝，成爲首匹在分級賽取勝的子嗣。
2013年11月30日被轉移至北海道日高町育馬者Stallion Station，並由2014年配種季開始後於此進行配種工作。
2016年10月18日被轉移至北海道浦河町East Stud。
2017年由配種馬退役，被轉移至北海道苫小牧市北方馬匹公園以乘騎馬進行養老生活。
2024年9月12日﹐其因腹絞痛死亡﹐享年22歲。

### 主要子嗣

#### 分級賽優勝子嗣
2012年生
- Not Formal（妖精錦標）
- Rhein Schneider（夏日冠軍錦標）
- Viscaria（TCK女王盃）
- Nobu Wild（兩次埼玉電視盃橢圓短途錦標）

2015年生
- 龍野雪驥（兩次東京短途錦標、星團盃）

## 血統簡介
父系爲美國生產的日本賽駒神鷹，於日本及法國有優異戰績，包括勝出日本盃和聖格盧大賽，以及於凱旋門大賽獲得第二，其後更當選爲日本中央競馬會第30匹殿堂馬，亦被譽爲98黃金世代之一（同屬98黃金世代的有馬匹有特別週、草上飛、青雲天空及帝皇光輝）。祖父金滿寶曾三勝一級賽，亦爲近代著名種馬之一。
母系Scarlet Lady爲日本賽駒，曾經出賽但只勝出一場。外祖父週日寧靜爲美國三冠賽雙軍馬，退役後在日本配種，其子嗣贏得巨額獎金。連續12年成為日本冠軍種馬。

### 血統表
| 父線：金滿寶系（淘金者系）                               |                              |              |                 |
| 種馬 神鷹 1995年（深棗色）                               | 金滿寶 1990年（棗色）        | 淘金者       | Raise a Native  |
| 種馬 神鷹 1995年（深棗色）                               | 金滿寶 1990年（棗色）        | 淘金者       | Gold Digger     |
| 種馬 神鷹 1995年（深棗色）                               | 金滿寶 1990年（棗色）        | Miesque      | 雷利耶夫        |
| 種馬 神鷹 1995年（深棗色）                               | 金滿寶 1990年（棗色）        | Miesque      | Pasadoble       |
| 種馬 神鷹 1995年（深棗色）                               | Saddler's Gal 1989年（棗色） | 鞍匠井       | 北地舞人        |
| 種馬 神鷹 1995年（深棗色）                               | Saddler's Gal 1989年（棗色） | 鞍匠井       | Fairy Bridge    |
| 種馬 神鷹 1995年（深棗色）                               | Saddler's Gal 1989年（棗色） | Glenveagh    | 西雅圖迴旋      |
| 種馬 神鷹 1995年（深棗色）                               | Saddler's Gal 1989年（棗色） | Glenveagh    | Lisadell        |
| 繁殖雌馬 Scarlet Lady 1995年（深棗色）                   | 週日寧靜 1986年（棕色）      | Halo         | Hail to Reason  |
| 繁殖雌馬 Scarlet Lady 1995年（深棗色）                   | 週日寧靜 1986年（棕色）      | Halo         | Cosmah          |
| 繁殖雌馬 Scarlet Lady 1995年（深棗色）                   | 週日寧靜 1986年（棕色）      | Wishing Well | Understanding   |
| 繁殖雌馬 Scarlet Lady 1995年（深棗色）                   | 週日寧靜 1986年（棕色）      | Wishing Well | Mountain Flower |
| 繁殖雌馬 Scarlet Lady 1995年（深棗色）                   | Scarlet Rose 1987年（栗色）  | 北方風味     | 北地舞人        |
| 繁殖雌馬 Scarlet Lady 1995年（深棗色）                   | Scarlet Rose 1987年（栗色）  | 北方風味     | Lady Victoria   |
| 繁殖雌馬 Scarlet Lady 1995年（深棗色）                   | Scarlet Rose 1987年（栗色）  | Scarlet Ink  | Crimson Satan   |
| 繁殖雌馬 Scarlet Lady 1995年（深棗色）                   | Scarlet Rose 1987年（栗色）  | Scarlet Ink  | Consentida      |
| 雌系：Scarlet Ink系（號族：4-d）                         |                              |              |                 |
| 五代內近親交配：北地舞人 5×4×4、Special + Lisadell 5×5×4 |                              |              |                 |

## 命名由來
名字Vermilion（ヴァーミリアン）是顏色朱紅色，香港則將此顏色聯想到中國三國時期名馬「赤兔馬」作為翻譯。

## 外部連結
- 赤兔馬 netkeiba.com （页面存档备份，存于）
- 血統表 （页面存档备份，存于）